# Хадамбу (Јаши)
Хадамбу (рум. Hadâmbu) насеље је у Румунији у округу Јаши у општини Могошешти. Oпштина се налази на надморској висини од 204 m.

## Становништво
Према подацима из 2002. године у насељу је живело 1136 становника, од којих су сви румунске националности.